# Chery Tiggo 8 Plus
Der Chery Tiggo 8 Plus ist ein Sport Utility Vehicle des chinesischen Automobilherstellers Chery Automobile, das oberhalb des Tiggo 8 positioniert ist.

## Geschichte
Vorgestellt wurde das bis zu siebensitzige Fahrzeug im September 2020 im Rahmen der Beijing Auto Show. Dort startete auch der Verkauf des Modells für den chinesischen Heimatmarkt.  Eine Version mit einem Plug-in-Hybrid-Antrieb wurde im April 2021 auf der Shanghai Auto Show präsentiert. In Russland wird das SUV seit März 2021 als Chery Tiggo 8 Pro vermarktet. Eine überarbeitete Version der Baureihe wurde erstmals im Mai 2024 gezeigt.

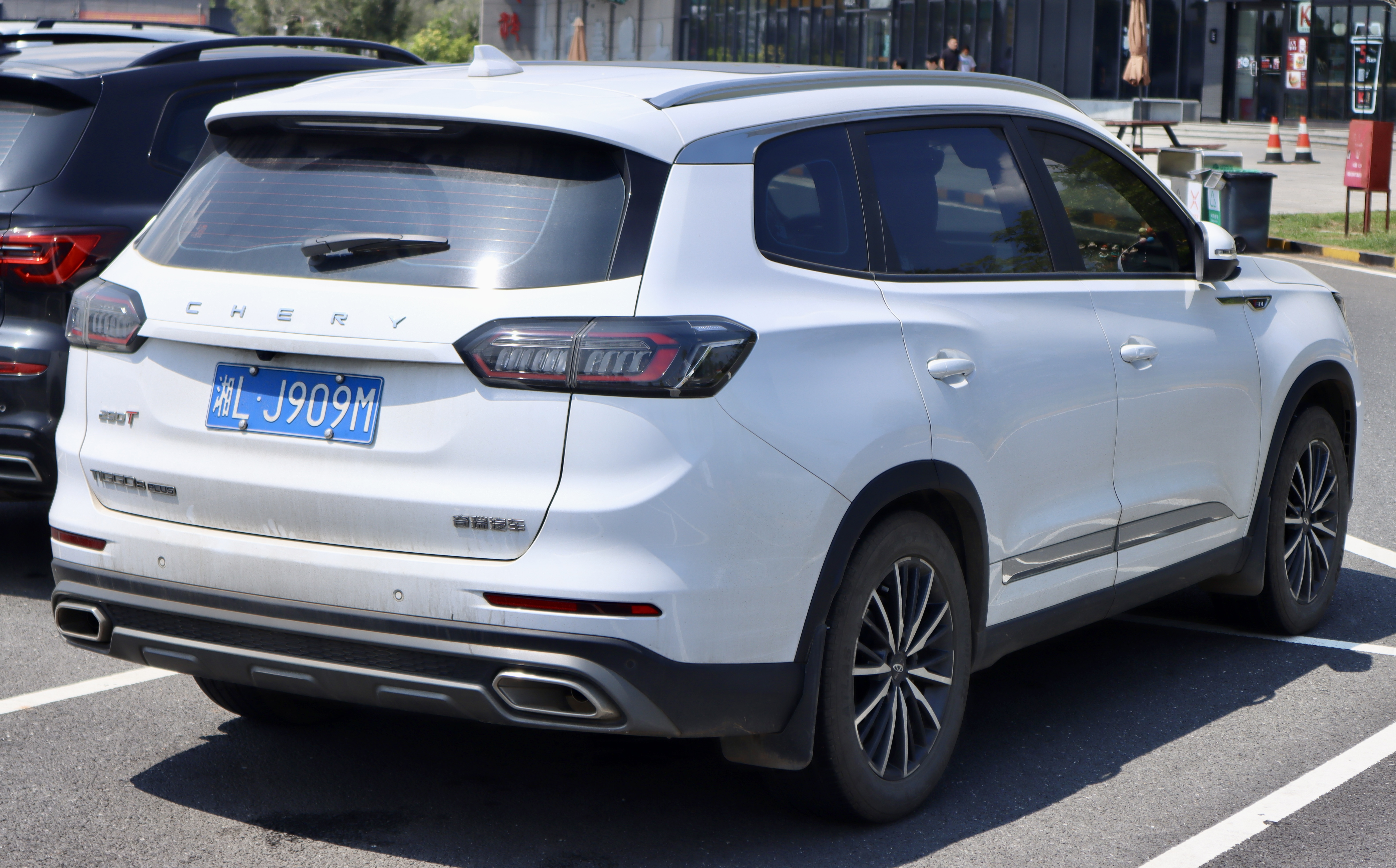
Heckansicht
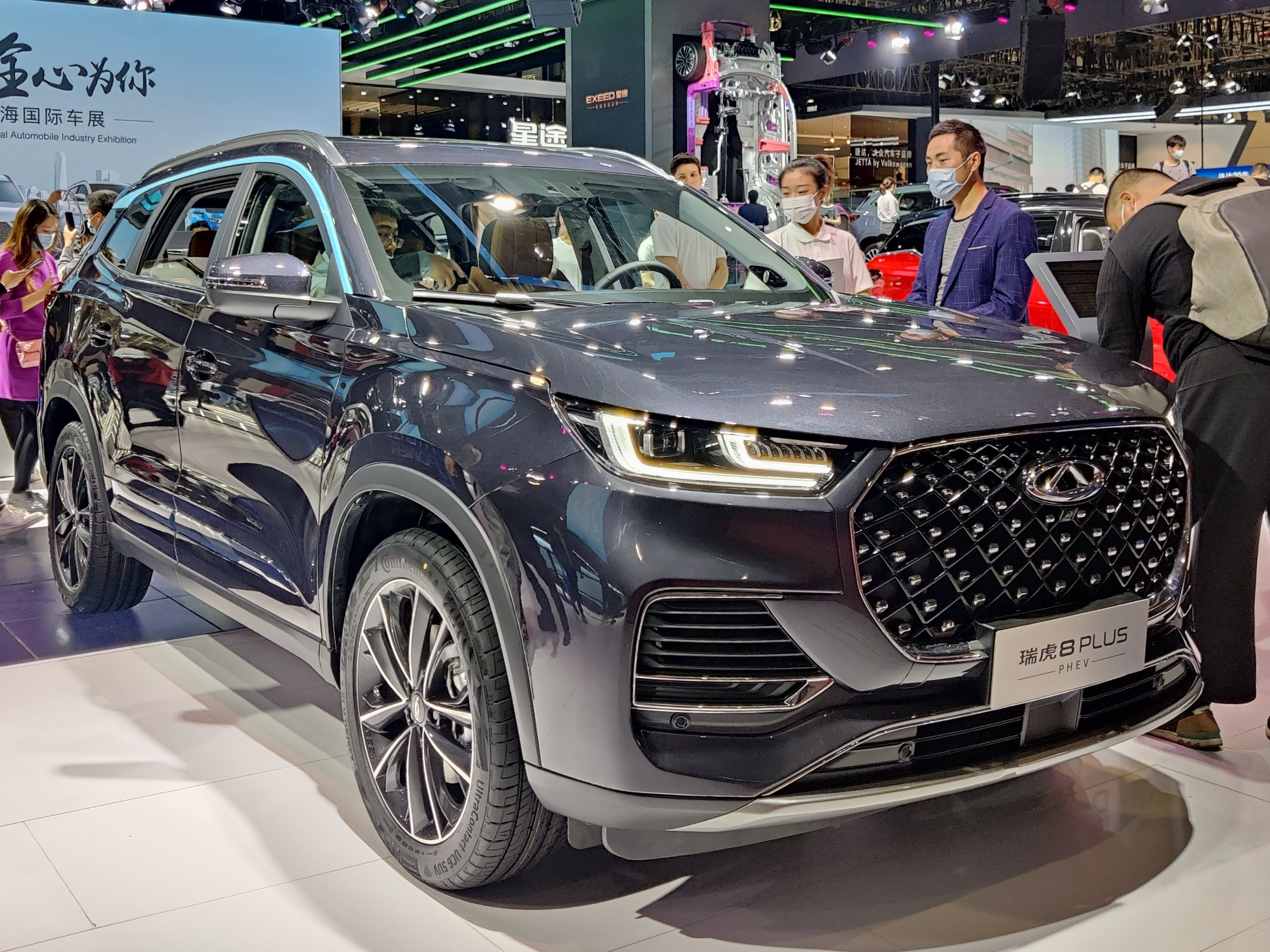
Chery Tiggo 8 Plus e+ (2022–2024)
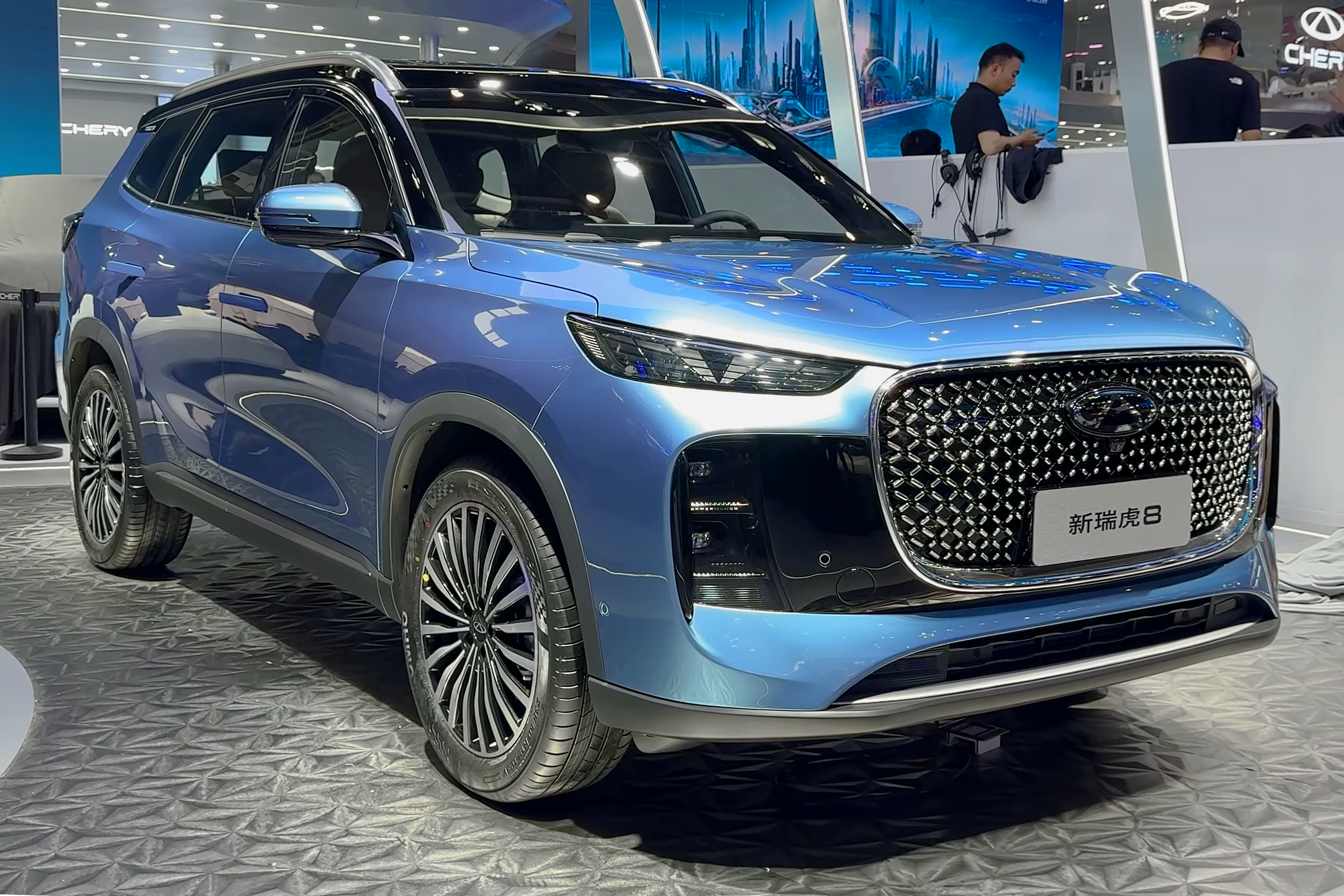
Chery Tiggo 8 Plus (seit 2024)
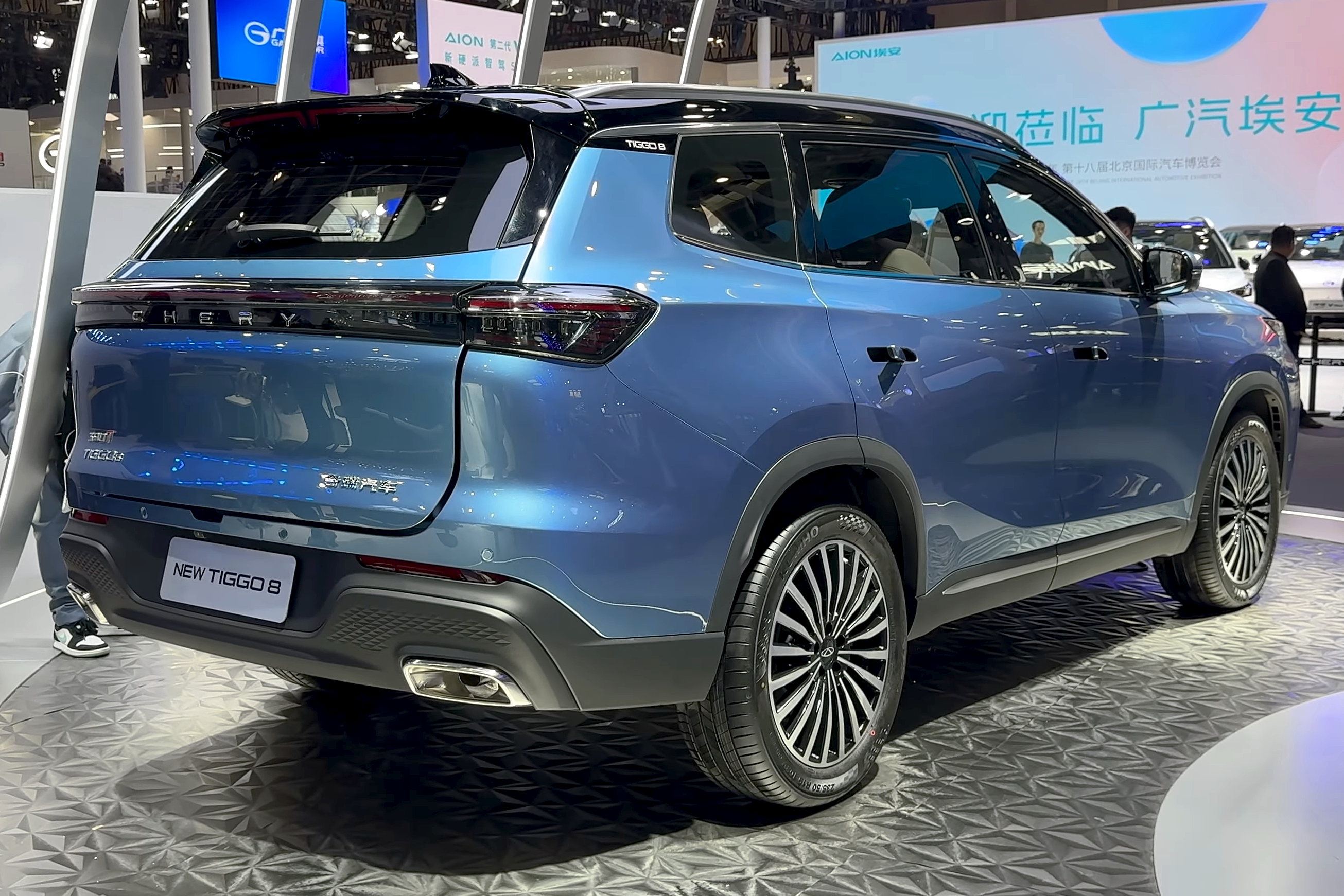
Heckansicht

Auf dem italienischen Markt debütierte die Baureihe im Juni 2022 auf der Milano Monza Motor Show als DR 7.0 von DR Automobiles.

## Sicherheit
Im Sommer 2025 wurde die Baureihe vom Euro NCAP auf die Fahrzeugsicherheit getestet. Sie erhielt vier von fünf möglichen Sternen. Zur Abwertung führte ein Ausfall des Vorhangairbags.

## Technische Daten
Auf dem chinesischen Markt stand für das SUV zunächst ein aufgeladener 1,5-Liter-Ottomotor mit 115 kW (156 PS) oder ein aufgeladener 1,6-Liter-Ottomotor mit 145 kW (197 PS) zur Verfügung. Ersterer wird von einem 48-Volt-Bordnetz unterstützt. Im Herbst 2021 folgte noch ein aufgeladener 2,0-Liter-Ottomotor mit 187 kW (254 PS) und im Januar 2022 der Plug-in-Hybrid e+ mit einer Systemleistung von 240 kW (326 PS) und einer elektrischen Reichweite von 100 km nach NEFZ. In Russland wird das Fahrzeug von einem aufgeladenen 1,6-Liter-Ottomotor mit 137 kW (186 PS) oder einem aufgeladenen 2,0-Liter-Ottomotor mit 125 kW (170 PS) angetrieben. Im Mai 2022 wurde die Antriebspalette dort um einen aufgeladenen 2,0-Liter-Ottomotor mit 145 kW (197 PS) und im Mai 2023 um den Plug-in-Hybrid e+ ergänzt.
|                                            | 230TCI (China)         | 290TGDI (China)                  | 390TGDI (China)                  | e+ (China)                   | C-DM (China)                 | 1.6TGDI (Russland)               | 1.6TGDI (Russland)               | 2.0 Turbo (Russland)   | 2.0 TGDI (Russland)              | e+ (Russland)                |
| ------------------------------------------ | ---------------------- | -------------------------------- | -------------------------------- | ---------------------------- | ---------------------------- | -------------------------------- | -------------------------------- | ---------------------- | -------------------------------- | ---------------------------- |
| Bauzeitraum                                | 09/2020–11/2021        | seit 09/2020                     | seit 11/2021                     | 01/2022–09/2024              | seit 09/2024                 | 03/2021–04/2024                  | seit 05/2024                     | 03/2021–10/2021        | seit 05/2022                     | seit 05/2023                 |
| Motorkenndaten                             |                        |                                  |                                  |                              |                              |                                  |                                  |                        |                                  |                              |
| Motorart                                   | Ottomotor              | Ottomotor                        | Ottomotor                        | Ottomotor + 3 Elektromotoren | Ottomotor + 2 Elektromotoren | Ottomotor                        | Ottomotor                        | Ottomotor              | Ottomotor                        | Ottomotor + 3 Elektromotoren |
| Motorbauart                                | R4                     | R4                               | R4                               | R4                           | R4                           | R4                               | R4                               | R4                     | R4                               | R4                           |
| Hubraum                                    | 1498 cm³               | 1598 cm³                         | 1998 cm³                         | 1498 cm³                     | 1499 cm³                     | 1598 cm³                         | 1598 cm³                         | 1971 cm³               | 1998 cm³                         | 1498 cm³                     |
| max. Leistung bei min−1                    | 115 kW (156 PS) / 5500 | 145 kW (197 PS) / 5500           | 187 kW (254 PS) / 5500           | 240 kW (326 PS) / 5500       | 265 kW (360 PS) / 5200       | 137 kW (186 PS) / 5500           | 137 kW (186 PS) / 5500           | 125 kW (170 PS) / 5500 | 145 kW (197 PS) / 5000           | 173 kW (235 PS) / 5500       |
| max. Drehmoment bei min−1                  | 230 Nm / 1750–4000     | 290 Nm / 2000–4000               | 390 Nm / 1750–4000               | 565 Nm / 1750–4000           | 530 Nm / 2500–4000           | 275 Nm / 2000–4000               | 275 Nm / 2000–4000               | 250 Nm / 2000–4500     | 375 Nm / 2000–3500               | 510 Nm / 1750–4000           |
| Kraftübertragung                           |                        |                                  |                                  |                              |                              |                                  |                                  |                        |                                  |                              |
| Antrieb, serienmäßig                       | Vorderradantrieb       | Vorderradantrieb                 | Vorderradantrieb                 | elektrischer Allradantrieb   | elektrischer Allradantrieb   | Vorderradantrieb                 | Vorderradantrieb                 | Vorderradantrieb       | Allradantrieb                    | elektrischer Allradantrieb   |
| Antrieb, optional                          | —                      | —                                | (Allradantrieb)                  | —                            | —                            | —                                | —                                | —                      | —                                | —                            |
| Getriebe                                   | Stufenloses Getriebe   | 7-Stufen-Doppelkupplungsgetriebe | 7-Stufen-Doppelkupplungsgetriebe | Hybridgetriebe               | Hybridgetriebe               | 7-Stufen-Doppelkupplungsgetriebe | 7-Stufen-Doppelkupplungsgetriebe | Stufenloses Getriebe   | 7-Stufen-Doppelkupplungsgetriebe | Hybridgetriebe               |
| Messwerte                                  |                        |                                  |                                  |                              |                              |                                  |                                  |                        |                                  |                              |
| Höchstgeschwindigkeit                      | 190 km/h               | 200 km/h                         | 210 km/h                         | 180 km/h                     | 175 km/h                     | 185 km/h                         | 210 km/h                         | 200 km/h               | 195–210 km/h                     | 180 km/h                     |
| Beschleunigung, 0–100 km/h                 | k. A.                  | 8,7 s                            | 7,3 s                            | 7,0 s                        | k. A.                        | 8,9 s                            | 9,1 s                            | 10,0 s                 | 8,4–8,5 s                        | 7,5 s                        |
| Kraftstoffverbrauch auf 100 km, kombiniert | 6,4 l Super            | 6,8–7,1 l Super                  | 7,0 l Super (7,7 l Super)        | 1,0 l Super                  | 1,3 l Super                  | 7,0 l Super                      | 7,2 l Super                      | 8,2 l Super            | 8,3–8,5 l Super                  | 1,3 l Super                  |
| Abgasnorm                                  | China VI               | China VI                         | China VI                         | China VI                     | China VI                     | Euro 5                           | Euro 6                           | Euro 6                 | Euro 6                           | Euro 6                       |